# Mohamed Ben Abdelkader (homme politique)
Pour les articles homonymes, voir Mohamed Ben Abdelkader et Ben Abdelkader.
Mohamed Ben Abdelkader, né le 15 avril 1961 à Tétouan, est un homme politique marocain, affilié à l'Union socialiste des forces populaires. 
De 2017 à 2019, il est ministre délégué auprès du Premier ministre chargé de la réforme de l'administration et de la fonction publique dans le premier gouvernement El Otmani I. 
Le 9 octobre 2019, il est devenu ministre de la Justice dans le gouvernement El Otmani II. Il est remplacé le 7 octobre 2021 par Abdellatif Ouahbi.

## Carrière
Né le 15 avril 1961 à Tétouan, il a obtenu une licence en philosophie de la Faculté des lettres et sciences humaines de Rabat, un master en sciences de la communication et des médias de la même faculté, un master en études diplomatiques approfondies de la Faculté de droit à Rabat, et un certificat de spécialisation pour le corps international « Négociation internationale » de l'École nationale d'administration Paris.
Ensuite il a travaillé comme excellent inspecteur au ministère de l'Éducation nationale. Il a également occupé plusieurs postes de chef de cabinet du ministre de la préparation du territoire national, de l'eau et de l'environnement (2002-2007) et chargé des études auprès du ministre de l'éducation nationale (2008-2009).
Il a également travaillé comme secrétaire général du Comité national marocain pour la science et la culture et membre du Conseil exécutif de l'ISESCO, et il a été nommé en 2009 directeur de la coopération internationale et de l'éducation spéciale au ministère de l'Éducation nationale.
Mohamed Ben Abdelkader est également considéré comme un militant des droits de l'homme, puisqu'il occupait auparavant la responsabilité du bureau national de l'Organisation marocaine des droits humains, et en tant que coordinateur national du projet éducatif de prévention de l'extrémisme violent. Ministres de l'éducation pour partiellement ou totalement français pays parlant.